# Erythronium quinaultense
Erythronium quinaultense är en liljeväxtart som beskrevs av G.A.Allen. Erythronium quinaultense ingår i Hundtandsliljesläktet och i familjen liljeväxter. Inga underarter finns listade.